# Rellonejador

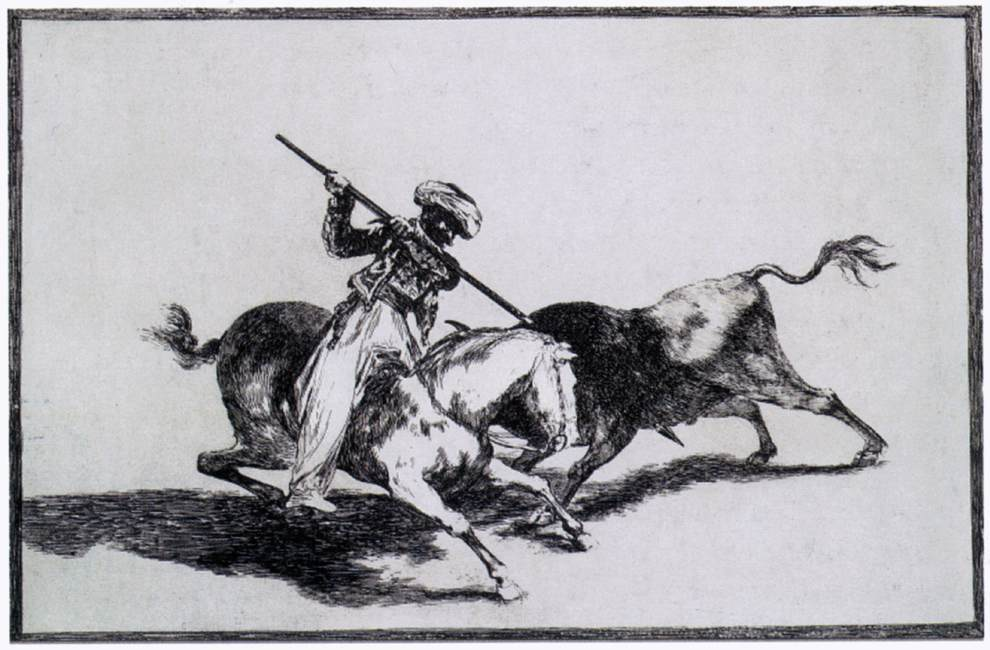
El moro Gazul llancejant un toro, segons un gravat de Goya.

Rellonejador o rellonejadora és el nom que rep el matador de toros a cavall, lligat a la més antiga tradició i orígens de la tauromàquia, quan els toreros muntats a cavall i no els del carrer, eren el centre de l'espectacle taurí.
El rellonejador rep el seu nom per la seva característica de toreig, que consisteix a clavar en el dors del toro adorns de tela i colors ancorats a la pell de l'animal amb una fulla que va muntada sobre una vara de fusta d'1 a 1.5 metres de llarg anomenada relló (en castellà rejón).
Les corregudes de rellonejadors tenen en l'actualitat la mateixa estructura que la que tenen les corrides de toros: la feina es divideix d'igual forma en terços i el rellonejador col·loca les banderilles a cavall. El terç de mort s'efectua amb un relló de mort (és una espasa llarga elaborada com un relló) si és a cavall, però el matador pot decidir posar-se a peu per a fer-lo amb l'estoc de mort comuna.

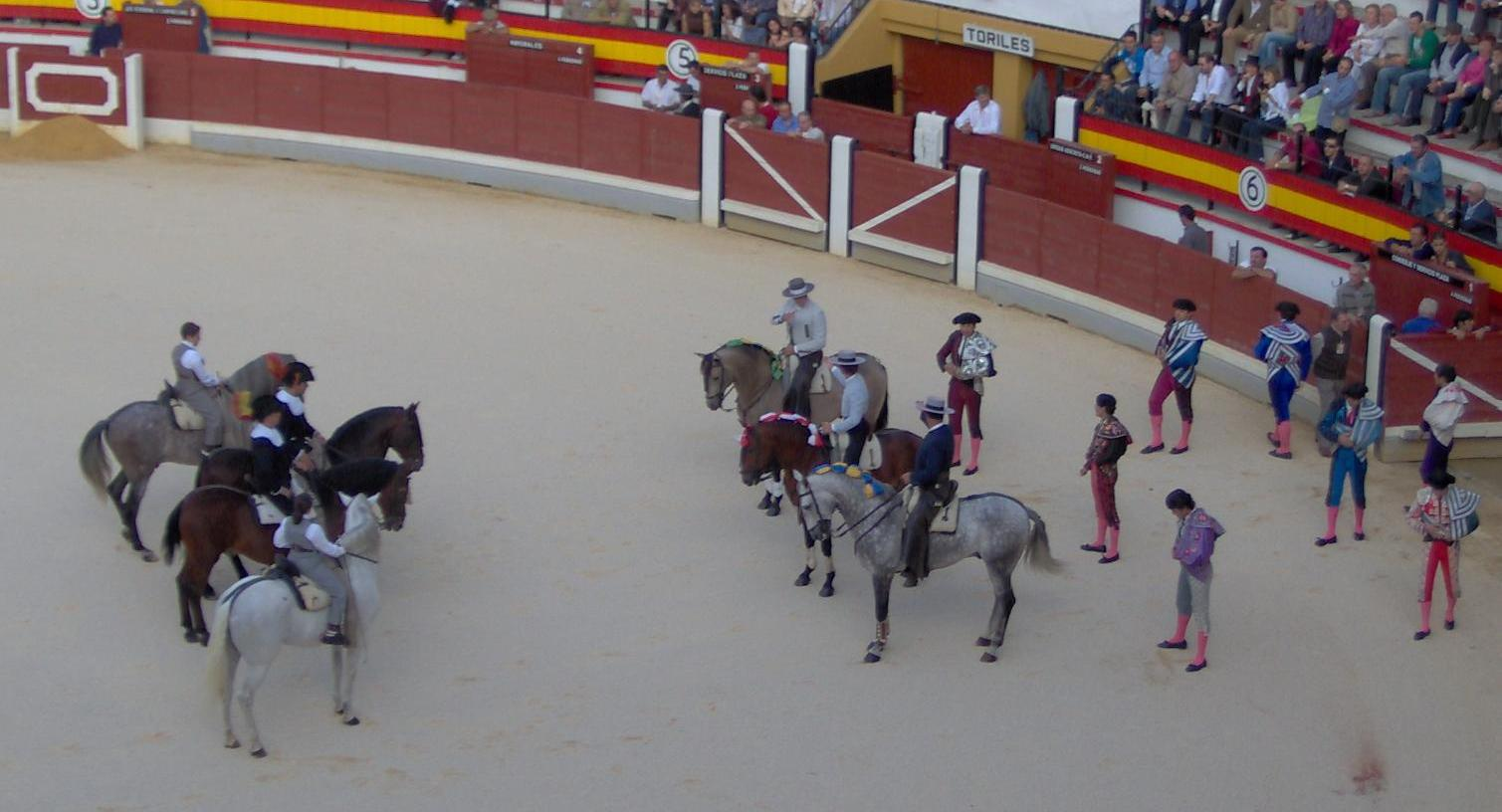
Passejada de rellonejadors.

## Història i presentació

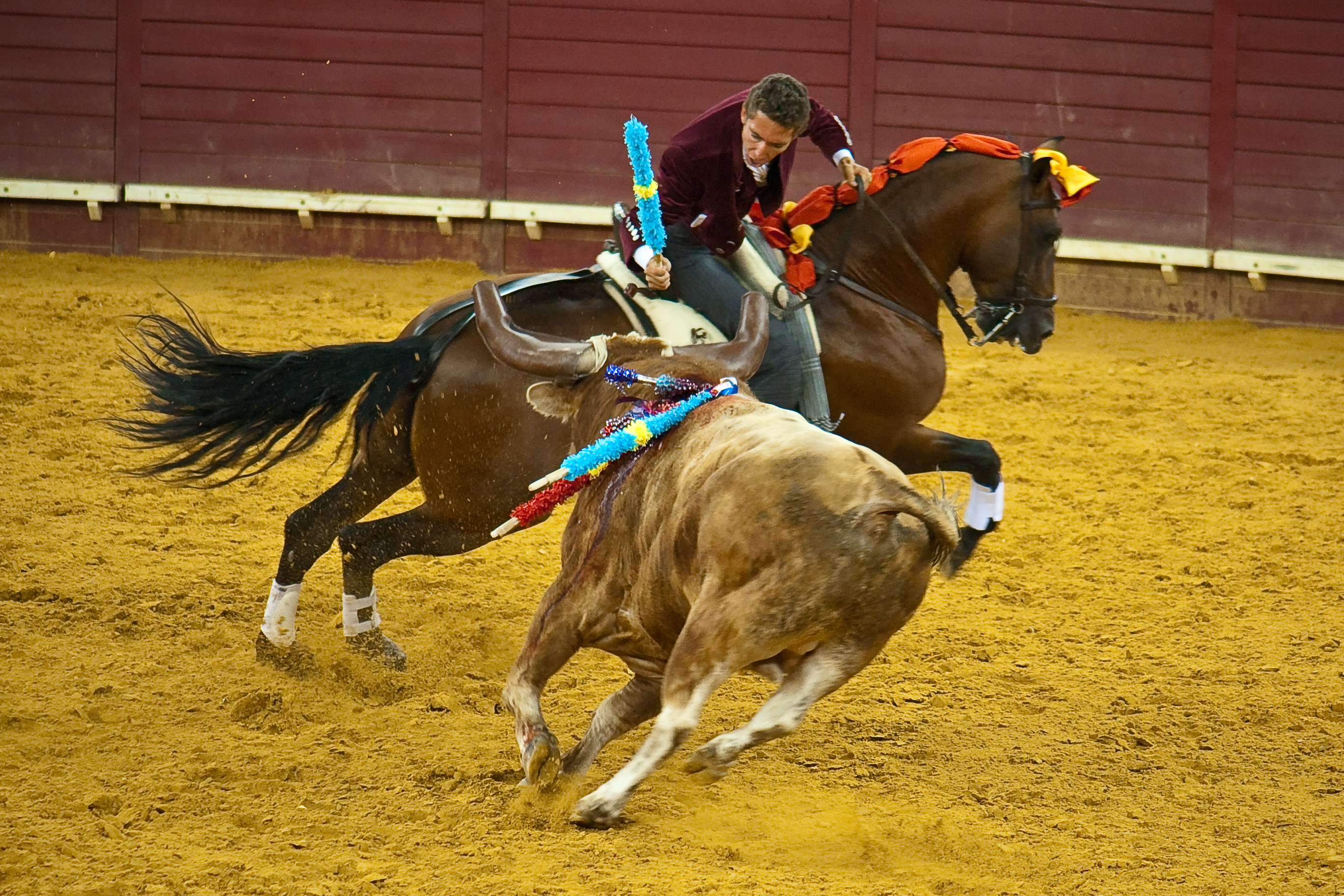
Posada de banderilles pel rellonejador.

Originalment, el rellonejador era un genet no professional que actuava en festes reials o benèfiques. Va lluitar com els cavallers del segle XVI que atacaven la bèstia amb una llança durant les caceres. Quan a Espanya sota el regnat de Felip V, els genets van abandonar les corrides de toros, a Portugal, els "cavaleiros" van continuar perfeccionant el seu art, el van convertir en el principal atractiu dels espectacles taurins del seu país. El seu escuder més famós va ser el marquès de Marialva.
Els genets portuguesos primer entrenen els seus cavalls davant de toros castrats per superar les seves pors. El relloneig va ser considerat fins al 1921 com l'exercici nacional a Portugal.
A Espanya, va ser gràcies a Antonio Cañero que el toreig a cavall es va renovar els anys 1921-1924 i va recuperar una certa popularitat. Va ser ell qui va establir les normes pel que fa a la vestimenta del genet (andalús), la col·locació de banderilles, rellons. La tauromàquia a cavall, practicada durant molt de temps al marge de la tauromàquia formal, i incorporada al programa de fires generalment d'un sol dia, però, va experimentar un renovat interès amb l'arribada de la "deessa rossa" (Conchita Cintrón) i la bellíssima Amina Assís, així com diversos rellonejadors espectaculars com Ginés Cartagena, Andy Cartagena i la dinastia Domecq: Fermín Bohórquez Domecq, Fermín Bohórquez Escribano, Álvaro Domecq Díez, Álvaro Domecq Romero, Antonio Domecq, Luis Domecq.
Les grans famílies de la noblesa espanyola (Domecq, en particular) dominen el relloneig. Són essencialment criadors de toros.
Però hi ha excepcions a aquesta regla, en particular Ginés Cartagena, que es va presentar a Madrid el 1987, amb els germans portuguesos João i Antonio Ribeiro Telles i l'espanyol Curro Bedoya, no pertany a l'aristocràcia taurina. No més que Marie Sara, parisenca, d'una família de personalitats de l'entreteniment i la ràdio, Sergio Galán, o José Miguel Callejón.
Els grans toros matadors també han passat de la corrida a peu a la tauromàquia de rejon. Així Carlos Arruza va acabar brillantment la seva carrera com a torero a cavall. Manolete també ha provat aquest exercici. Fins i tot va aparèixer "en parella" amb Carlos Arruza. Paco Ojeda després de renunciar a la tauromàquia a peu, va tornar com a rejoneador l'any 1996 i ràpidament es va consolidar com a genet, sense arribar, però, al nivell d'Ángel Peralta, de Pablo Hermoso de Mendoza o Andy Cartagena.
| « | Actualment hi ha un ressorgiment de l'interès per les corrides de toros a cavall; el nombre de joves rellonejadores augmenta constantment, amb l'arribada de rellonejadoras franceses, mexicanes, espanyoles, portugueses i colombianes especialment. Aquestes joves també són apassionades de l'art eqüestre. Per citar-ne només algunes: la francesa Jackie Paloma, Patricia Pellen, la colombiana Maria Alba, la mexicana Paty Gómez Vega, les espanyoles Julia Calviere, Noelia Mota Joana Andrade, la portuguesa Ana Batista. | » |

## Galeria

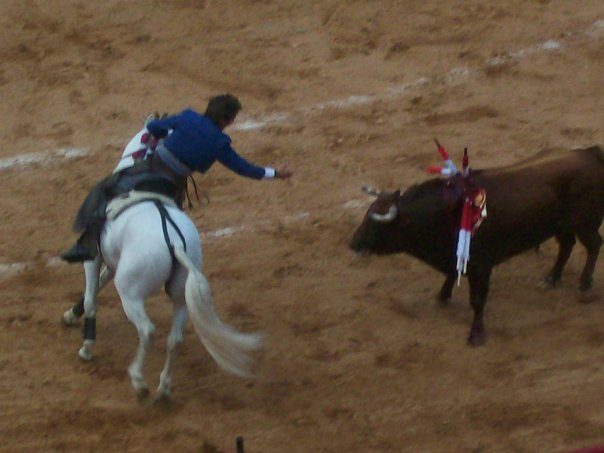
Pablo Hermoso de Mendoza a Arles
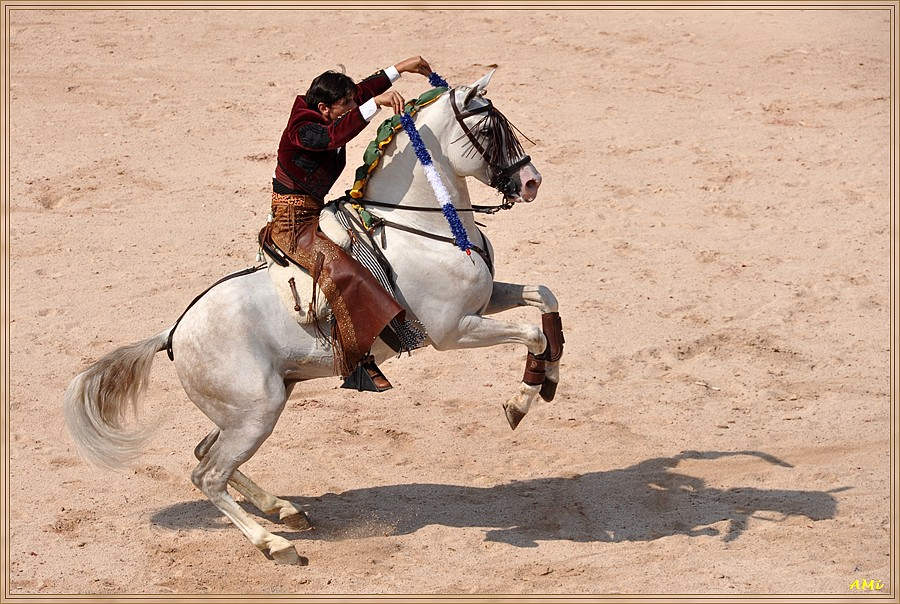
Diego Ventura a Arles a fira del Riz 2009
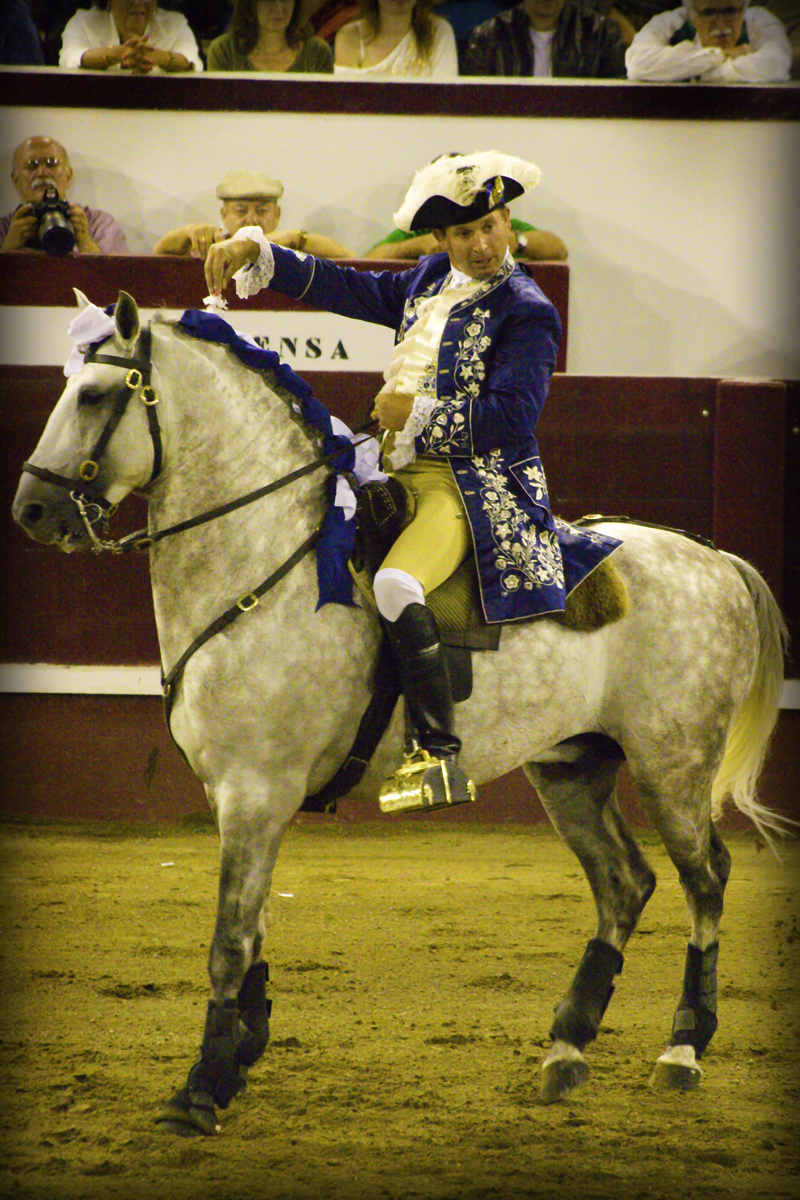
Antonio Telles a una corrida de rejón portuguesa
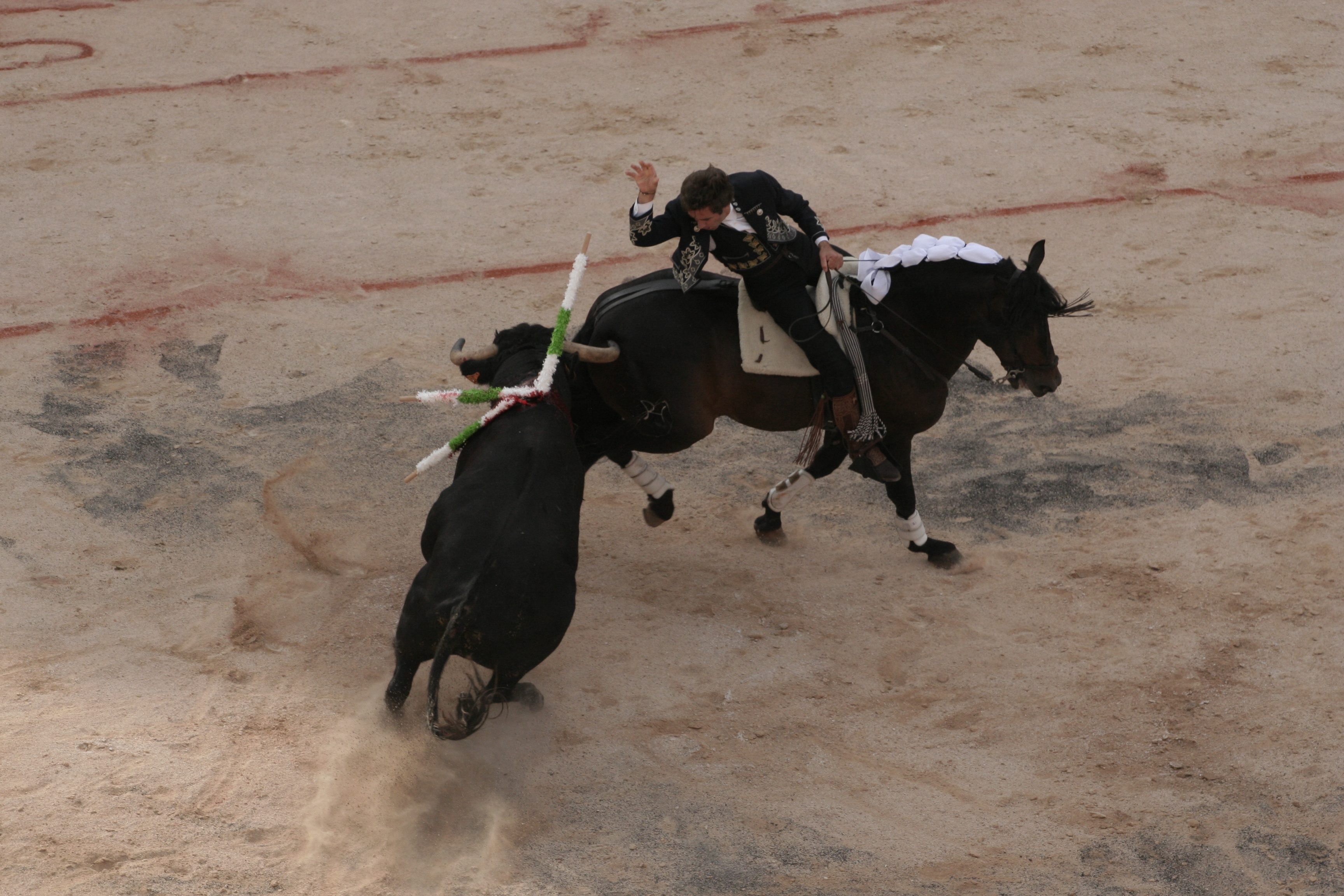
Pablo Hermoso de Mendoza a Arles, pose de La Rose
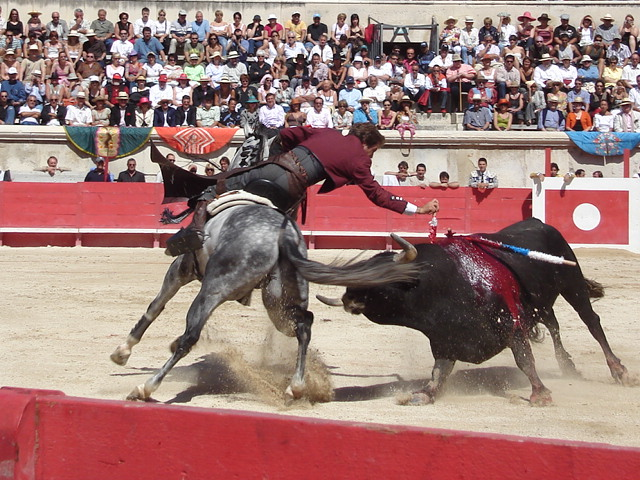
Pose de banderilles curtes
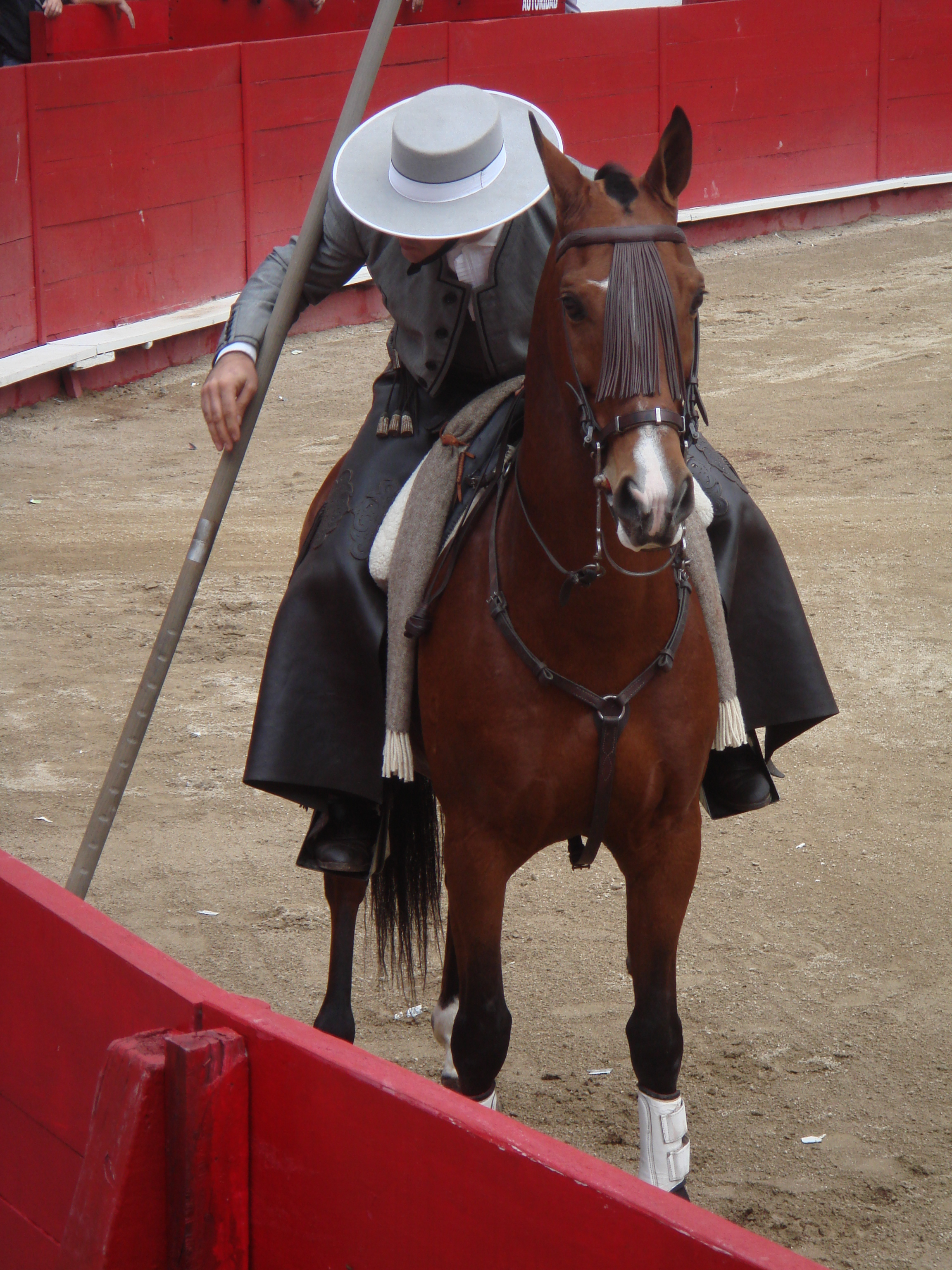
Álvaro Montes ataca el toro amb la garrotxa
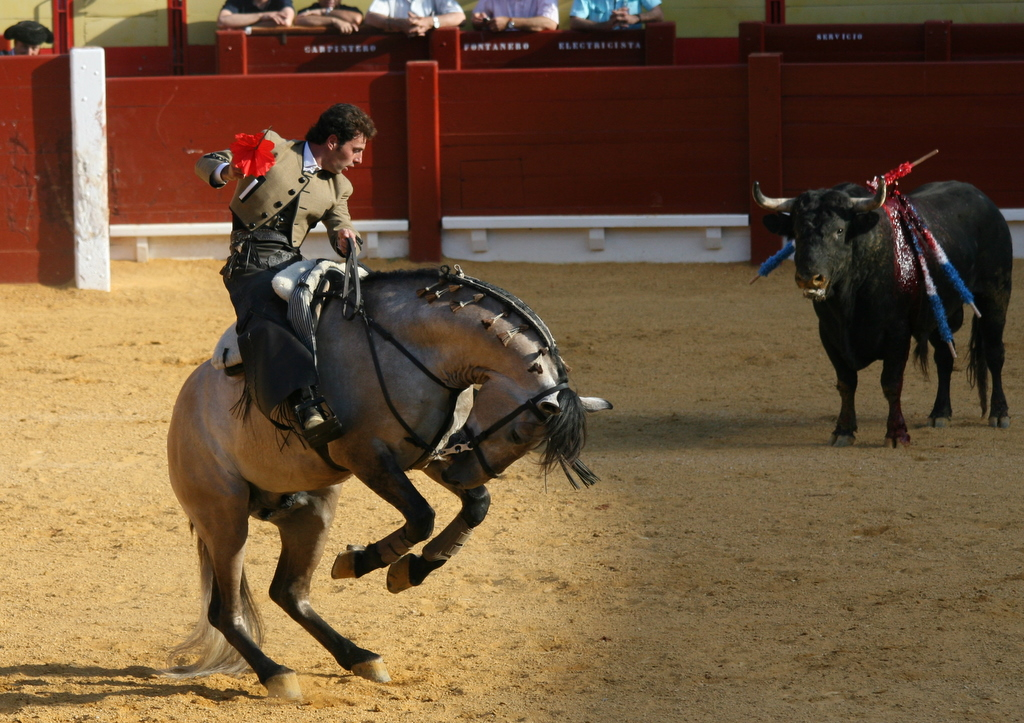
Andy Cartagena el 2008
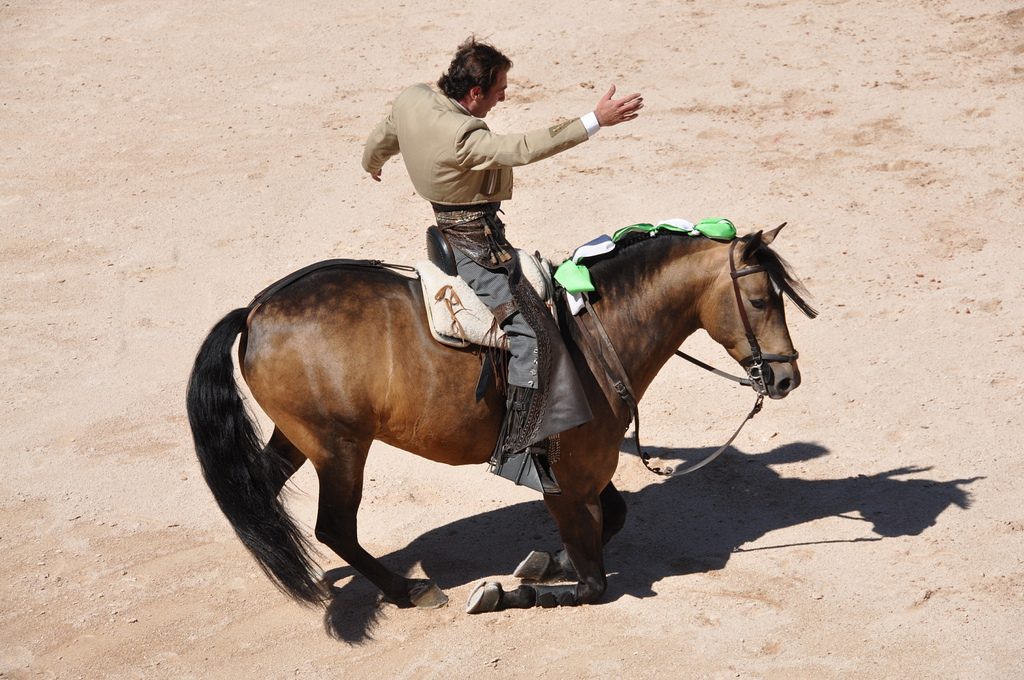
Andy Cartagena a Arles a la fira de Pasqüa 2010